# Blindia torrentium
Blindia torrentium là một loài rêu trong họ Seligeriaceae. Loài này được Cardot & Broth. mô tả khoa học đầu tiên năm 1923.